# アチェイク

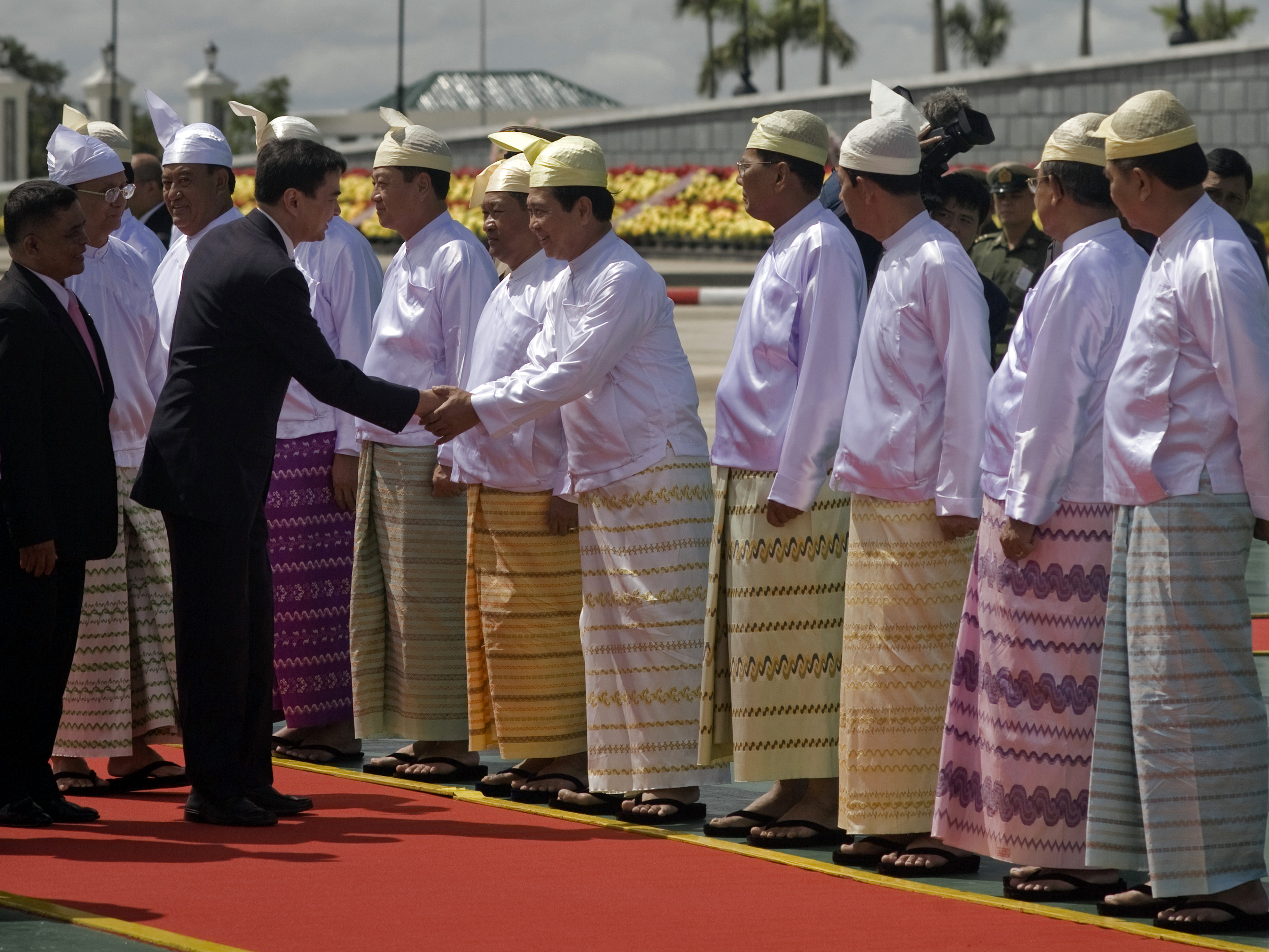
アチェイク・ロンジーを着たミャンマー国家平和開発評議会のメンバー

アチェイク (ビルマ語: အချိတ်; ビルマ語発音: [ʔət͡ɕʰeʲʔ] アチェイッ) （英訳：Acheik）またはルンタヤ・アチェイク (လွန်းတစ်ရာအချိတ်; 直訳: 百の杼のアチェイク) は、ビルマ固有の織物パターンの名前。横縞の帯と織り交ぜられた複雑な波が特徴で、唐草模様で装飾されている。ルンタヤ (ビルマ語: လွန်းတစ်ရာ; ビルマ語発音: [lʊ́ntəjà] ルンタヤー) は、文字通り「百の杼」を意味し、時間と費用がかかり、複雑なこのパターンを織るプロセスを指す。これには、50 から 200 の個々の杼を使用し、それぞれに異なる色のシルクを巻き付ける必要がある。織りは労働集約的で、少なくとも 2 人の織工がシャトルを操作して、織り込まれた波のようなパターンを実現する。 

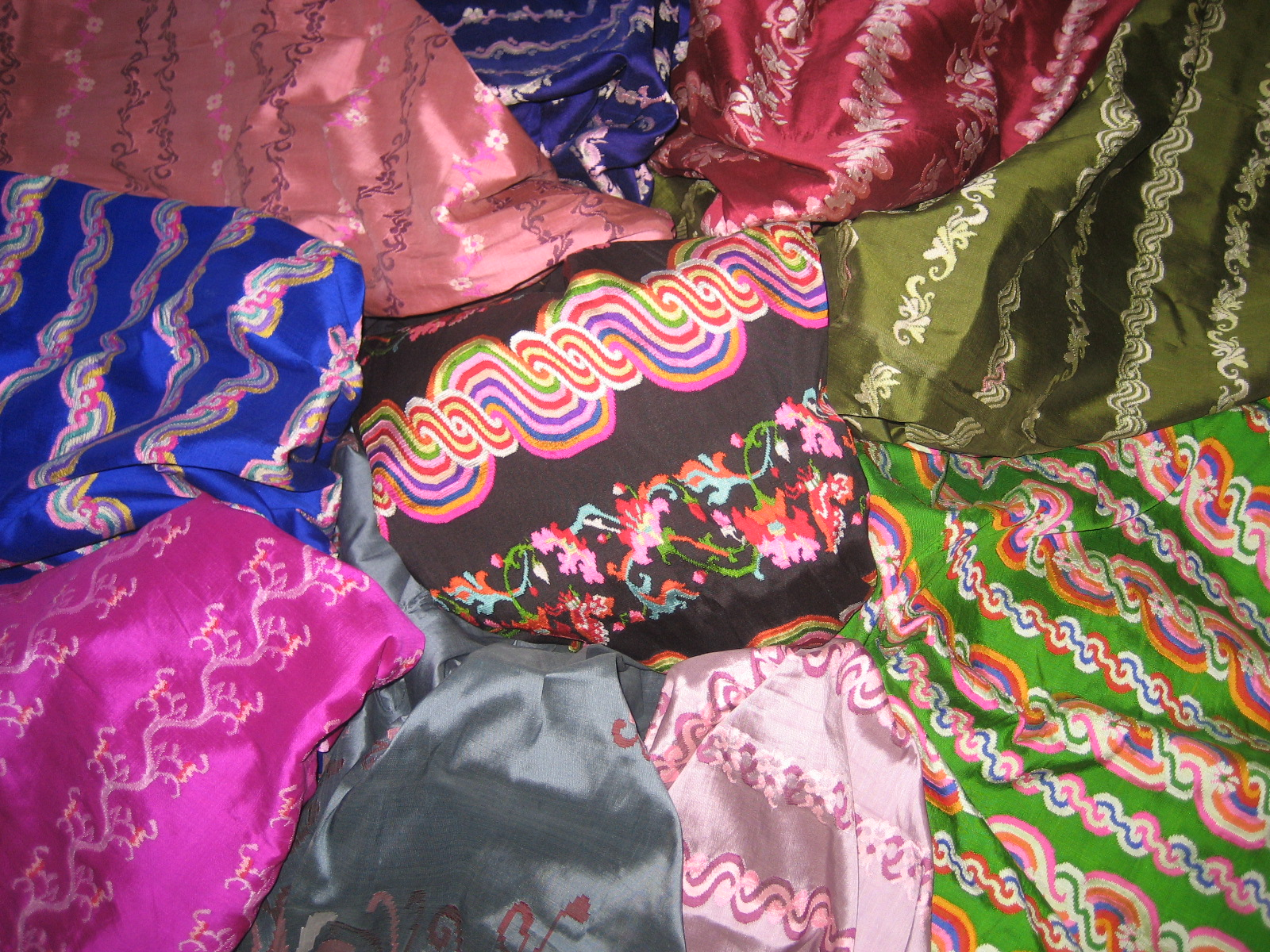
女性用アチェイク　ヘタミン (巻スカート) の品揃え。

アチェイクは、男性のパソまたは女性のヘタミンのテキスタイルとして最も一般的に使用されている。 アチェイクで使用されているカラーパレットには、類似の色域に対照的な色合いを大胆に組み合わせて、煌めく騙し絵効果を生み出している。男性用のデザインは、よりシンプルなジグザグ、ケーブル、連結したラペットのモチーフが特徴で、女性用のデザインは、花のモチーフやクリーパーなどのアラベスク装飾と波打つ波を織り交ぜている。

## 製造
アマラプラとウィンドウィンの町は伝統的なアチェイク織りの主要な国内センターであり続けているが、近年、中国とインドからの安価な工場生産の模造品がミャンマーの伝統的な家内工業を大きく混乱させている。

## 起源
アチェイク織りは、パトドージパゴダの近くのアマラプラで生まれた。アチェイクという名前は、織工が住んでいた地区の名前、レッチェイッの並び (လက်ချိတ်တန်း) に由来する可能性がある。この用語自体は、以前はワイッ (ဝိုက်) と呼ばれ、ジグザグの織り模様を指していた。
1700 年代後半にマニプリの織工によってアチェイクパターンが導入されたと主張する情報源もあるものの、 アチェイクに似た同等のマニプリ織物は存在しない。波のようなパターンは、実際には新石器時代のモチーフや自然現象 (波、雲、土着の動植物) に触発された可能性がある。アチェック型のデザインは、ピュー都市国家 (西暦 400 年代から 900 年代) にさかのぼる陶器や、バガン王国時代 (西暦 1000 年代から 1200 年代) にさかのぼる寺院の壁画に見られる。ビルマの宮廷に贈られた貢物も、さらなるインスピレーションの源となった可能性がある。テキスタイルはコンバウン王朝の時代に人気を博し、その間に誰がアチークの服を着ることができるかを規制する法律が制定された。アチェイクのパターンは、宮廷のメンバー、役人、およびその側近だけが着用していた。